# Lispocephala carita
Lispocephala carita är en tvåvingeart som beskrevs av Hardy 1981. Lispocephala carita ingår i släktet Lispocephala och familjen husflugor. Inga underarter finns listade i Catalogue of Life.